# Bernhard Opfermann
Bernhard Opfermann (* 3. Februar 1913 in Kassel; † 21. Dezember 1995 in Hildesheim) war ein deutscher katholischer Priester, Heimatforscher und Autor.

## Leben
Bernhard Opfermann wurde in 1913 in Kassel geboren. Seine Eltern kamen aus Uder im Eichsfeld. Zwischen 1932 und 1937 studierte er Theologie an der Philosophisch-Theologischen Hochschule Fulda. Am 18. Dezember 1937 erhielt er durch Bischofskoadjutor Johann Baptist Dietz die Priesterweihe. Bevor er als Kaplan in Hosenfeld (1938 bis 1940) und Petersberg (1940 bis 1942) tätig war, wurde er kurzzeitig als Aushilfe in den Pfarreien Eichenzell und Eckweisbach eingesetzt.
1942 wurde er von der Fuldaer Kreisleitung der NSDAP angezeigt, da er angeblich Schüler bestraft hatte im Religionsunterricht. Daraufhin wurde er vom Amtsgericht Fulda zu vier Monaten Haft verurteilt. Gegen ihn hatte es schon vorher mehrere Anzeigen gegeben, die aber ohne größere juristische Folgen für ihn geblieben waren. Die von ihm geplante und begonnene Promotion an der Julius-Maximilians-Universität Würzburg wurde durch die Nationalsozialisten verhindert.
1943 bis 1946 war er Pfarrvikar in Holungen und anschließend bis 1948 Pfarrvikar in Ershausen. Danach wurde zum Pfarrer von Wiesenfeld im Eichsfeld berufen, wo er bis 1962 tätig war. 1952 promovierte er zum Dr. phil. mit der Arbeit Die liturgischen Herrscherakklamationen im Sacrum Imperium des Mittelalters, die 1953 veröffentlicht wurde. Ab 1961 bis zu seinem Eintritt in den Ruhestand 1983 war er Pfarrer von Struth. Dort war er auch ab 1974 zum Dechanten des Dekanats Lengenfeld unterm Stein berufen.
Bernhard Opfermann starb 1995 und wurde auf dem Friedhof in Struth beigesetzt.

## Wirken als Autor, Kirchen- und Heimatforscher
Bernhard Opfermann veröffentlichte Monografien zur Verwaltung des Eichsfelds (1958) und zu den dortigen Klöstern und deren Geschichte (1962). 1959 erschien ein Band zu den Thüringischen Klöstern vor 1800 und  1968 ein Buch zu religiösen Lebensbildern zu Personen aus dem Eichsfeld. 1987 erschien Das Bistum Fulda im Dritten Reich : (Ostteil u. Westteil) ; Priester, Ordensleute und Laien, die für Christus Zeugnis ablegten und 1988 ein reichhaltiger Band zum Bischöflichen Amt Erfurt-Meiningen. Viele seiner Bände erschienen in mehreren Auflagen.
Des Weiteren gab er viele Jahre das Diretorium Romana-Fuldense heraus, welches Messfeier und Breviergebete für die Geistlichen der Diözese Fulda regelte. Im Lexikon für Theologie und Kirche verfasste er achtzehn Stichwörter. Regelmäßig war er auch an Sammelwerken beteiligt. 1936 schrieb er zum 1100-jährigen Jubiläum der Gemeinde Petersberg über das Todesjahr der Heiligen Lioba und 1954 zum Bonifatiusjubiläum über Bonifatius in Thüringen. Beiträge von ihm erschienen in den Fuldaer Geschichtsblättern und den Eichsfelder Heimatheften. In der Paderborner Zeitschrift Theologie und Glaube veröffentlichte er in den Jahren 1935 bis 1961 insgesamt 19 Aufsätze, in der Zeitschrift Bibel und Liturgie von 1934 bis 1956 insgesamt 34 Aufsätze. Für weitere Eichsfelder heimatkundlichen Zeitschriften wie dem Marienkalender und der Heimatstimme schrieb er regelmäßig Beiträge.
Durch die Zonengrenze war Bernhard Opfermann ab 1945 zunehmend vom Kernland der Diözese Fulda abgeschnitten, so dass seine Forschungen danach primär das Eichsfeld und Thüringen betrafen. Erwin Sturm bescheinigt ihm dennoch unbestreitbare Verdienste um das Fuldaer Land.